# Айдар, Огнен
Огнен Айдар (серб. Огњен Ајдар; 5 апреля 2003, Белград) — сербский футболист, вингер клуба «Раднички» из Ниша, выступающий на правах аренды за «Графичар» из Первой лиги.

## Клубная карьера
Футболом начал заниматься в академии «Црвены звезды», откуда перешёл в академию «Чукаричек». В 2021 году на правах аренды перешёл в клуб Сербской лиги БАСК. По возвращении 7 июля 2022 года подписал однолетний контракт с «Радничками» из Ниша. Дебютировал 28 июля в ответном матче квалификации Лиги конференций против «Гзира Юнайтед», заменив на 93-й добавленной минуте Лазара Йовановича. В чемпионате дебютировал 6 августа в игре с «Младост» Лучани, заменив на 75-й минуте Стефана Димича. За 32 матча в том сезоне не забил ни одного гола. В связи с этим летом 2023 года отправился в аренду. Изначально СМИ сообщали поб интересу к игроку со стороны «Колубары», однако игрок перешёл в клуб Первой лиги «Графичар». Дебютировал 5 августа в матче против «Металаца». Первыми результативными действиями отметился 5 ноября в игре с «Слободой», отдав две голевых передачи. С 26 ноября по 11 декабря в трёх матчах подряд отдавал по ассисту за игру. Первый гол в профессиональной карьере забил 7 декабря в матче 1/8-финала Кубка Сербии в ворота «Партизана» из-за пределов штрафной. Дебютный гол в лиге забил 3 апреля в ворота «Вршаца».

## Карьера в сборной
За сборную до 16 лет дебютировал 5 июня 2018 года в товарищеском матче против сборной Венгрии, выйдя в стартовом составе и забив гол. 22 августа в игре со сборной Израиля впервые в карьере оформил три балла по системе гол+пас, забив сам и дважды ассистировав. 6 ноября впервые оформил дубль, принеся команде победу над сборной Грузии. За юношескую сборную дебютировал 20 августа 2019 года в товарищеском матче против сборной ОАЭ, выйдя в старте. В составе сборной участвовал в квалификации к Евро, однако из-за пандемии COVID-19 турнир был отменён.
За сборную до 19 лет дебютировал 5 июня 2021 года в товарищеском матче против сборной Румынии, выйдя в стартовом составе. Первый гол забил через два дня в ворота того же соперника. В составе сборной участвовал в квалификации к Евро. В группе 7 квалификационного раунда сербы заняли второе место, выйдя в элитный раунд. Айдар внёс непосредственный вклад в этот результат, принеся победу над сборной Северной Македонии, оформив дубль, а также забив гол в ворота сборной Франции. В конечном итоге сборной Сербии удалось квалифицироваться и впервые за 8 лет выйти в финальную часть. Айдар был включён в состав сборной. На турнире дебютировал 19 июня в матче первого тура против сборной Израиля, заменив на 65-й минуте Николу Станковича. 25 июня в последнем матче группового этапа против сборной Австрии впервые вышел в старте и отдал пас на гол Марко Лазетича.

## Стиль игры
Вингер, отличается высокой скорость, по манере игры его сравнивают со Стефаном Митровичем.